# Cesare Clementini
Cesare Clementini (Rimini, 1561 – 1624) è stato uno storico e scrittore italiano, figlio del dottore e cavaliere Niccolò; nel 1582 fece parte del Consiglio comunale e fu anche Capoconsole.
Fu cavaliere dell'Ordine di Santo Stefano  dal 1592.

## Biografia
Nato nel 1561 a Rimini, nel 1582 entrò in Consiglio comunale ricoprendo da allora molteplici cariche. Assolse delicati incarichi diplomatici divenendo infine capo console. Nel 1592 fu insignito dell'Ordine di Santo Stefano.
Sposò la contessa Leonida Bernardini della Massa, con la quale ebbe tre figli. Morì nel 1624. 
Nel 1617 diede alle stampe il primo volume del Raccolto istorico della fondatione di Rimino. L'opera ha il pregio di essere la prima storia generale della città proponendo acriticamente antologia di notizie leggendarie sulla fondazione di Rimini e dei fatti e dei personaggi intercorsi in queste terre. a questo seguì un secondo volume, pubblicato postumo nel 1627.
Tra il primo ed il secondo tomo pubblica un Trattato de' luoghi pii e de' magistrati di Rimino. 
Di notevole interesse la sua opera, molto ricca di notizie e fatti storici, adotta criteri storiografici, ragguardevolmente avanzati rispetto ai tempi, traendosi spesso da documenti originali. 

## Opere
- Raccolto istorico della fondatione di Rimino e dell'origine e vite de' Malatesti ( I, 1617, II 1627); Anche on line
- Trattato de' luoghi pii, e de' magistrati di Rimino. Aggiunto dal medesimo Cesare Clementini, cavaliere dell'Ordine, e Militia di Santo Stefano al suo Raccolto istorico, ornandolo dell'arme gentilizie di quelle famiglie che vennero elette al Consiglio Ecclesiastico della sua patria, dall'anno 1509 fino al suo tempo;  questo trattato fu pubblicato nel 1627, tre anni dopo la sua morte.